# Čachtické Karpaty

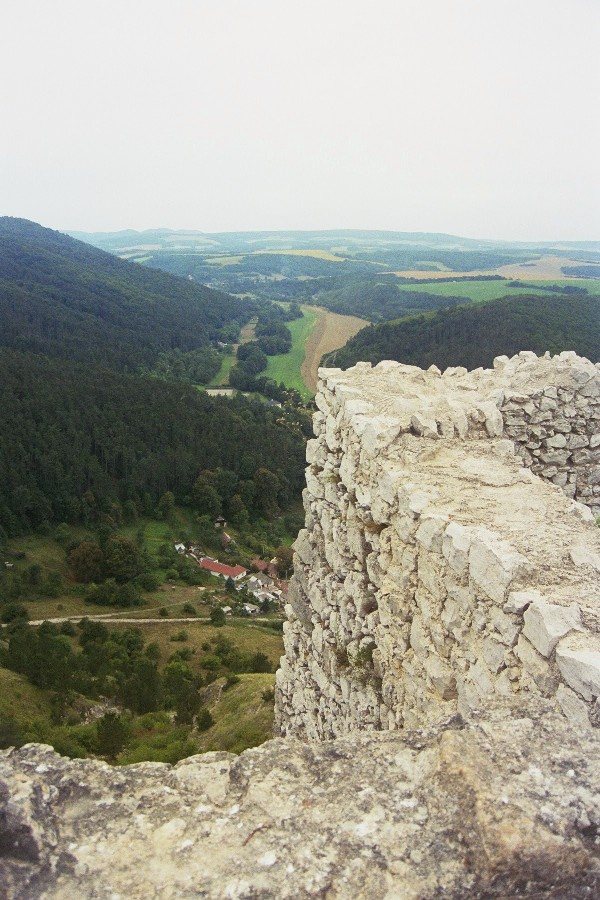
Bild von der Burg Čachtice über die Čachtické Karpaty

Die Čachtické Karpaty (deutsch wörtlich: Schächtitzer Karpaten) sind der nordöstlichste Abschnitt der Kleinen Karpaten, eines in der Slowakei gelegenen Gebirges. Namensgebend für dieses Teilgebirge sind die Burg Čachtice und die dazugehörige Gemeinde Čachtice. Begrenzt wird es durch die Flüsse Myjava im Nordwesten sowie Waag im Osten und die Brezovské Karpaty im Südwesten.
Höchster Berg ist der Salášky mit 588 m.
Koordinaten: 48° 42′ N, 17° 39′ O